# پولووی
پولووی (به روسی: Полевой) روستایی در منطقه کابانسکی، جمهوری بوریاتیا، روسیه است. جمعیت آن در سال ۲۰۱۰، ۳ نفر بوده‌است. 